# Renata Attivissimo
Renata Attivissimo (Lavello, 17 febbraio 1956) è un'attrice e cantante italiana.

## Biografia
Trasferitasi a Torino, negli anni 1976-1978 frequenta l’Accademia Sperimentale di Arte Drammatica di Torino. Dopo il debutto nell'operetta del 1978; diventa l'ultima soubrette di Erminio Macario.
Nel 1979 è una delle protagoniste (con Cristina Gazzera) della commedia musicale Oplà giochiamo insieme di Mauro Macario, con Erminio Macario; nello stesso anno entra nel gruppo Seximama con cui incide il 45 giri Nepentha e partecipa ai cori dell'album Amoropolis di Mauro Macario.
L'anno successivo incide come solista il 45 giri Il mio ragazzo Alessandra/Dolce Marilyn, con testo di Mauro Macario e arrangiamento di Daniele Torchio, Roger Riccobono e Valerio Liboni componenti de I Nuovi Angeli, una delle prime canzoni a raccontare la storia di un travestito.
Nel 1981 recita nello sceneggiato televisivo Accadde a Zurigo (regia di Davide Montemurri), trasmesso su Rai 1 e lavora nella trasmissione Buonasera con... con Enrico Maria Salerno, mentre l'anno successivo recita in La pulce nell'orecchio di Georges Feydeau, con la regia di Vito Molinari, trasmessa sempre da Rai 1.
Sempre nel 1982 è la conduttrice dello spazio "Milva graffiti" della trasmissione Buonasera con... con Milva (regia di Mauro Macario).
Nel 1998 interpreta "Monica Santinelli" nello sceneggiato della Rai La vera madre (regia di Gianfranco Albano).
Nel 2008 partecipa alla sesta stagione di Don Matteo.
Nel 2011 torna a lavorare con Mauro Macario nello spettacolo Alma Matrix di Léo Ferré.

## Filmografia

### Cinema
- Cavalleria rusticana, regia di Franco Zeffirelli (1982)[senza fonte]
- Il commissario Lo Gatto, regia di Dino Risi (1986)
- Donne con le gonne, regia di Francesco Nuti (1991)
- Infelici e contenti, regia di Neri Parenti (1992)
- Il sorvegliante, regia di Francesca Frangipane – cortometraggio (1993)[senza fonte]

### Televisione
- La pulce nell'orecchio, regia di Vito Molinari – film TV (1983)
- Aeroporto internazionale – serie TV (1985)
- I-taliani – serie TV (1990)
- Saman – serie TV (1991) regia di Guido Tosi
- Casa dolce casa – serie TV (1992)
- Casa Vianello – serie TV (1993)
- Nonno Felice – serie TV (1994)
- La frontiera nascosta – serie TV (1996)
- Trenta righe per un delitto, regia di Gian Luigi Calderone – miniserie TV (1998)
- La vera madre (RAI-1999) regia di Gianfranco Albano
- Incantesimo – soap opera
- Don Matteo – serie TV (2008)
- Distretto di Polizia – serie TV, episodio 11x09 (2011)

## Programmi televisivi
- Buonasera con... (RAI-1979) con Erminio Macario e regia di Mauro Macario
- Buonasera con... (RAI-1980) con Enrico Maria Salerno e regia di Silvio Ferri
- Un'ora per voi (RAI-1981) regia di Mauro Macario
- Tutto compreso (RAI-1981) regia di Giancarlo Nicotra
- Accadde a Zurigo (RAI-1981) regia di Davide Montemurri
- Crociera di miele (1981) regia di Lella Artesi
- Buonasera con... (RAI-1982) con Milva e regia di Mauro Macario
- Popcorn regia di Mauro Macario(Mediaset)
- Un doppio tamarindo caldo corretto panna (RAI-1982) regia di Massimo Scaglione
- Test (RAI-1983) con Emilio Fede e regia di Guido Stagnaro
- Beauty Center Show (Mediaset-1983) regia di Valerio Lazarov
- Un'ora per voi (RAI-1983) regia di Siro Marcellini
- Il cappello sulle ventitré regia di Mauro Macario(RAI)
- Sentimental (RAI-1984) regia di Enzo Muzii
- Felicità... dove sei (ReteA-1985)

## Teatro
- La pulce nell'orecchio di Georges Feydeau, regia Vito Molinari (1983)[14]
- Oplà giochiamo insieme, regia di Mauro Macario
- Gran bontà della vita, regia di Mauro Macario
- Il paese dei campanelli
- Cin Ci La, di Carlo Lombardo e Virgilio Ranzato
- La cantatrice calva
- Il teatrino di Don Cristobal

## Discografia

### Singoli
- 1979 – Nepentha (part 1)/Nepentha (part 2) (F1 Team, P 506; con i Seximama)
- 1980 – Il mio ragazzo Alessandra/Dolce Marilyn (F1 Team, P 548)